# Guzmania cinnabarina
Guzmania cinnabarina är en gräsväxtart som beskrevs av Harry Edward Luther och K.F.Norton. Guzmania cinnabarina ingår i släktet Guzmania och familjen Bromeliaceae. Inga underarter finns listade i Catalogue of Life.